# Nolhagahallen
Nolhagahallen är en kommunal sporthall i Alingsås. A-hallen är den största hallen, med en kapacitet på 1 350 åskådare. Den används delvis av handbollsklubben Alingsås HK och innebandyklubben IBK Alingsås. 2013 ersattes Nolhagahallen av Estrad Alingsås som Alingsås HK:s A-lags hemmaarena. Stadsskogshallen har ersatt Nolhagahallen som IBK Alingsås hemmahall. Hallanläggningen är sammanbygd med Nolhaga parkbad.

## Sporthallarna
Det finns dessutom tre ytterligare idrottshallar, med omklädningsrum. A-hallen är störst, har läktare för publik och används för handboll och innebandy. B-hallen ligger i direkt anslutning och används bland annat för idrottslektioner för skolklasser, badminton och gymnastik. C-hallen ligger i källaren och används för pingis.

## Renoveringar
Diskussioner om Nolhagahallens om- och tillbyggnad fördes i ett tiotal år. Under 2008 beslutade kommunfullmäktige att A-hallen skulle byggas om till en arenahall med internationella handbollsmått och som skulle ha kapacitet att kunna användas till stora evenemang. Vidare skulle hallen styckas av och säljas till Arenabolaget. Inomhusarenan Estrad Alingsås invigdes i april 2013. Den har kapacitet för cirka 2 800 åskådare, varav cirka 2 000 sittande.